# Отвага и дерзость
Приз «Отвага и дерзость» — переходящий хоккейный приз, учрежденный в 1983 году для команд первой лиги. Учредителями являлись харьковская газета «Соціалістична харьківщина» и любители хоккея завода имени Малышева. По итогам сезона 1983/1984 вручался команде первой лиги, добившейся лучшего результата в играх против команд-призеров (занявших места 1-3). В дальнейшем вручался команде первой лиги, добившейся лучших результатов в поединках с клубами высшего эшелона в переходном турнире.

## Все обладатели
| Сезон     | Команда                    |
| --------- | -------------------------- |
| 1983/1984 | СК им. Урицкого Казань     |
| 1984/1985 | «Салават Юлаев» Уфа        |
| 1985/1986 | «Автомобилист» Свердловск  |
| 1986/1987 | «Торпедо» Ярославль        |
| 1987/1988 | «Динамо» Минск             |
| 1988/1989 | «Торпедо» Усть-Каменогорск |

- Призы российского хоккея
- Чемпионат СССР по хоккею с шайбой